# مک‌دونالد بیلی
مک‌دونالد بیلی (انگلیسی: McDonald Bailey; ۸ دسامبر ۱۹۲۰ – ۴ دسامبر ۲۰۱۳) ورزشکار دو و میدانی اهل بریتانیا بود.
وی در مسابقات کشوری و بین‌المللی در مجموع برندهٔ ۱ مدال برنز شده‌است.